# Ciclo Q

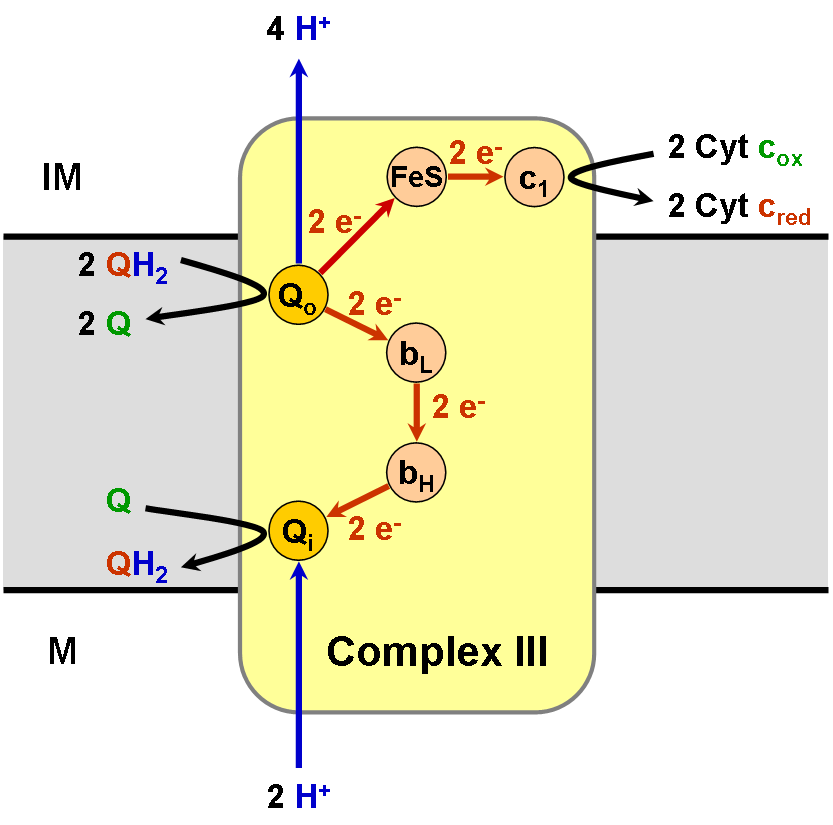
Representación esquemática del complejo III de la cadena de transporte de electrones. El área gris es la membrana mitocondrial interna. Q representa la forma ubiquinona de CoQ10, y QH_{2} la forma ubiquinol (dihidroxiquinona).

El ciclo Q (llamado así por el coenzima Q10 o CoQ10) describe una serie de reacciones sobre cómo la oxidación y reducción secuencial del transportador lipofílico de electrones CoQ10, entre las formas de ubiquinol y ubiquinona, pueden resultar en la red de bombeo de protones a través de una doble capa de lípidos (en el caso de la mitocondria, su membrana interna).
El ciclo Q fue propuesto por primera vez por Peter Dennis Mitchell, aunque ahora se acepta una versión modificada del esquema original de Mitchell como el mecanismo por el cual el complejo III bombea protones hacia la matriz mitocondrial (o sea, cómo el complejo III contribuye a la generación bioquímica del gradiente de protones o pH, que se usa para la generación bioquímica de ATP).